# Öræfahnúkur
Öræfahnúkur är en bergstopp i republiken Island. Den ligger i regionen Suðurland, 130 km öster om huvudstaden Reykjavík. Toppen på Öræfahnúkur är 661 meter över havet.
Trakten runt Öræfahnúkur är nära nog obefolkad, med mindre än två invånare per kvadratkilometer. Det finns inga samhällen i närheten. Trakten runt Öræfahnúkur består i huvudsak av gräsmarker.